# Мороз, Алексей Захарович
Алексей Захарович Мороз (укр. Олексій Захарович Мороз; род. 18 ноября 1946, Киев) — советский и украинский кинорежиссёр и актёр. Сын драматурга и литературоведа Захара Мороза.

## Биография
Родился в семье драматурга и литературоведа Захара Мороза. В 1970 году окончил кинофакультет Киевского национального университета театра, кино и телевидения имени И. К. Карпенко-Карого.
Работал режиссëром Киевской киностудии имени А. Довженко. Снялся в нескольких фильмах.

## Фильмография

### Актёрские работы
- 1970 — Секретарь парткома — Саенко
- 1972 — Доверие — друг Саши
- 1974 — Юркины рассветы — Сима Жигун, друг Юрия
- 1980 — Овод — эпизод

### Режиссёрские работы
- 1975 — Р.В.С.
- 1979 — Ты только не плачь
- 1985 — Мужчины есть мужчины

## Награды
- Приз за режиссуру на кинофестивале «Молодость-77» (Киев)[1]